# Pálmai Krisztián
Pálmai Krisztián (Vác, 1975. szeptember 25. –) magyar zeneszerző, zenész és zenetanár.

## Élete
Zenei tanulmányait a balassagyarmati zeneiskolában kezdte. 1992-1994 között basszusgitárt, nagybőgőt tanult a dorogi zeneiskolában. 1998-ban ének-zene-történelem szakos tanárként végzett az Eszterházy Károly Tanárképző Főiskolán. 2001-ben végezte el a Liszt Ferenc Zeneművészeti Egyetemen a középiskolai énektanárképző szakot.
Jelenleg (2024) a Rózsavölgyi Márk Művészeti Iskola szintetizátor, számítógépes tanára.
Chris Palmer és Chalmeris művészneveken ad ki szóló zongoradarabokat, illetve kelta zenéket. Egyéb művésznevei: Skeldan (viking zenék), Krister Palmquist (zongora coverek), Elysian Echoes (fantasy instrumentális zenék), Transcendent Ascension (ambient zenék).    

## Zeneszerzői, zenei tevékenysége
- 2002-ben mutatták be az Őseink útján című zenés színpadi darabját (szövegíró: Hommer László).[2]
- 2005-2007. A HírTV tévécsatorna két teljes zenei arculatát, és magazinműsorainak zenéjét készítette el.
- 2006-2007. A Varázshegy és a Csodafa című internetes oktatóprogram kísérőzenéjét készítette el a Pedellus Tankönyvkiadó részére.
- 2013 -  A Mozaik Kiadó Mozaweb digitális oktatási rendszerének zeneszerzője.
- 2019 -  Chris Palmer néven ad ki saját szóló könnyűzenei zongoradarabokat és feldolgozásokat.
- 2020 -  Chalmeris néven ad ki saját kelta, fantasy zenéket és feldolgozásokat.
- 2023. A Mellékszereplők című film aláfestő zenéjét szerezte (Rendező: Sopsits Árpád)
- A Latte Maffiato jazz-zenekar nagybőgőse, vokalistája, énekese és alapító tagja.